# Adélaïde Victoire Hall

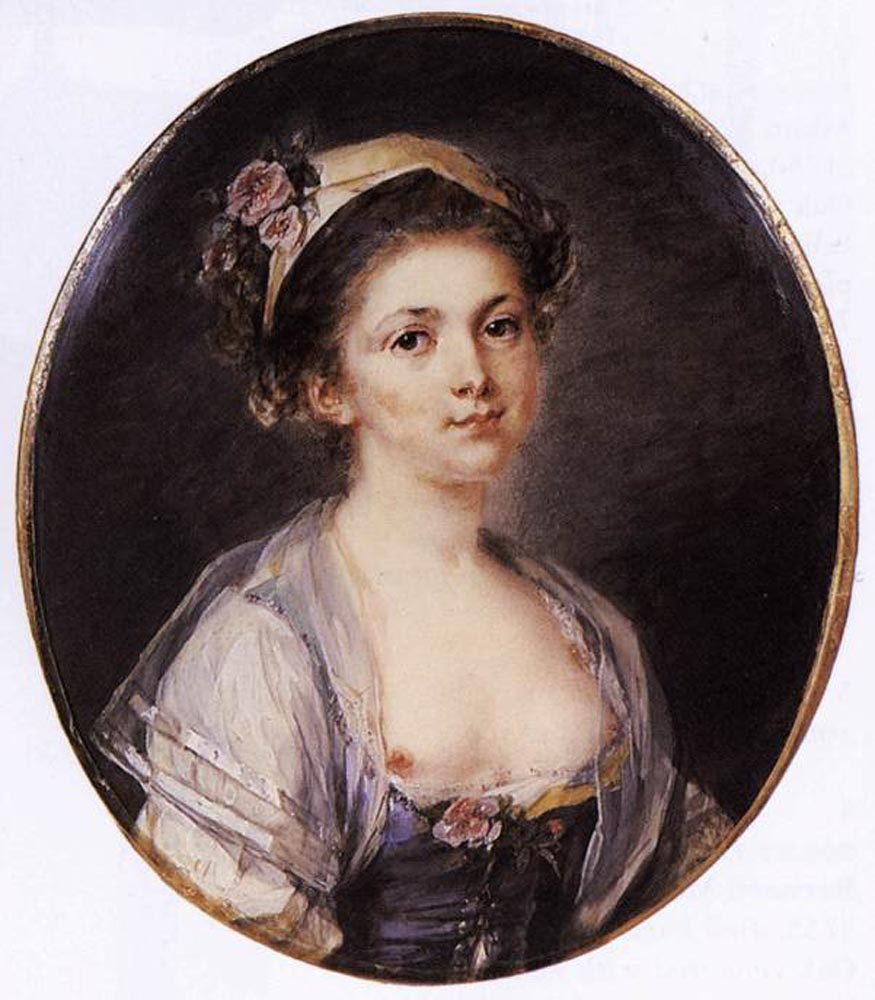
Adélaïde Victoire Hall målad av sin far 1785 (Wallace Collection, London.)

Adélaïde Victoire Hall, kallad Adèle, född i Paris 11 maj 1772, död där 14 oktober 1844, var en svensk-fransk konstnär och fransk adelsdam (markisinna). Agré vid svenska Konstakademien 1792. 
Hon var äldsta dotter till den svensk-franske hovmålaren Peter Adolf Hall och Marie-Adélaïde Gobin. Gift första gången år 1792 med kungliga rådsadvokaten François-Louis Suleau, vilken mördades i Septembermorden vid det stora jakobinupprorets utbrott vid Porte des Feuillants samma år. Hon gifte om sig 1796 med officeren Blaise Lievre de la Grange, markis de Fourilles. Hon fick sex barn, ett med sin förste man. 
Redan 1784 sägs hon ha uppvisat konstnärlig talang och uppmuntrades vidare av sin far. Troligen fick hon bara utbildning i målning av sin far, men hon uppvisar ett mer vekt sätt i sina målningar. Man antar att hon tagit intryck av Elisabeth Vigée-Lebrun som flitigt umgicks i föräldrahemmet. Hon målade ett självporträtt i olja som 1791 förevisades av Johan Tobias Sergel för konstakademien i Sverige. Denna utnämnde henne till agré året därpå. Porträttet kom senare att visas upp på akademiens konstutställning samma år. Hon fanns representerad vid Konstakademiens utställningar 1792 och 1793. Hon gjorde även miniatyrer och målade på trä och porslinskoppar.  
Hon var länge representerad vid Nationalmuseum med ett självporträtt som tillskrivs henne.